# Зимненське городище
Зимненське городище, або зимнівське городище — один з найбільш ранніх укріплених пунктів на землях слов'ян у період раннього середньовіччя (VI-IX століття) в селі Зимному поблизу Володимира.
На думку Юрія Диби й Ігоря Мицька, Зимненське городище — найстарша слов'янська пам'ятка празько-корчацької культури (V-VII століття) укріпленого типу.

## Основні дані

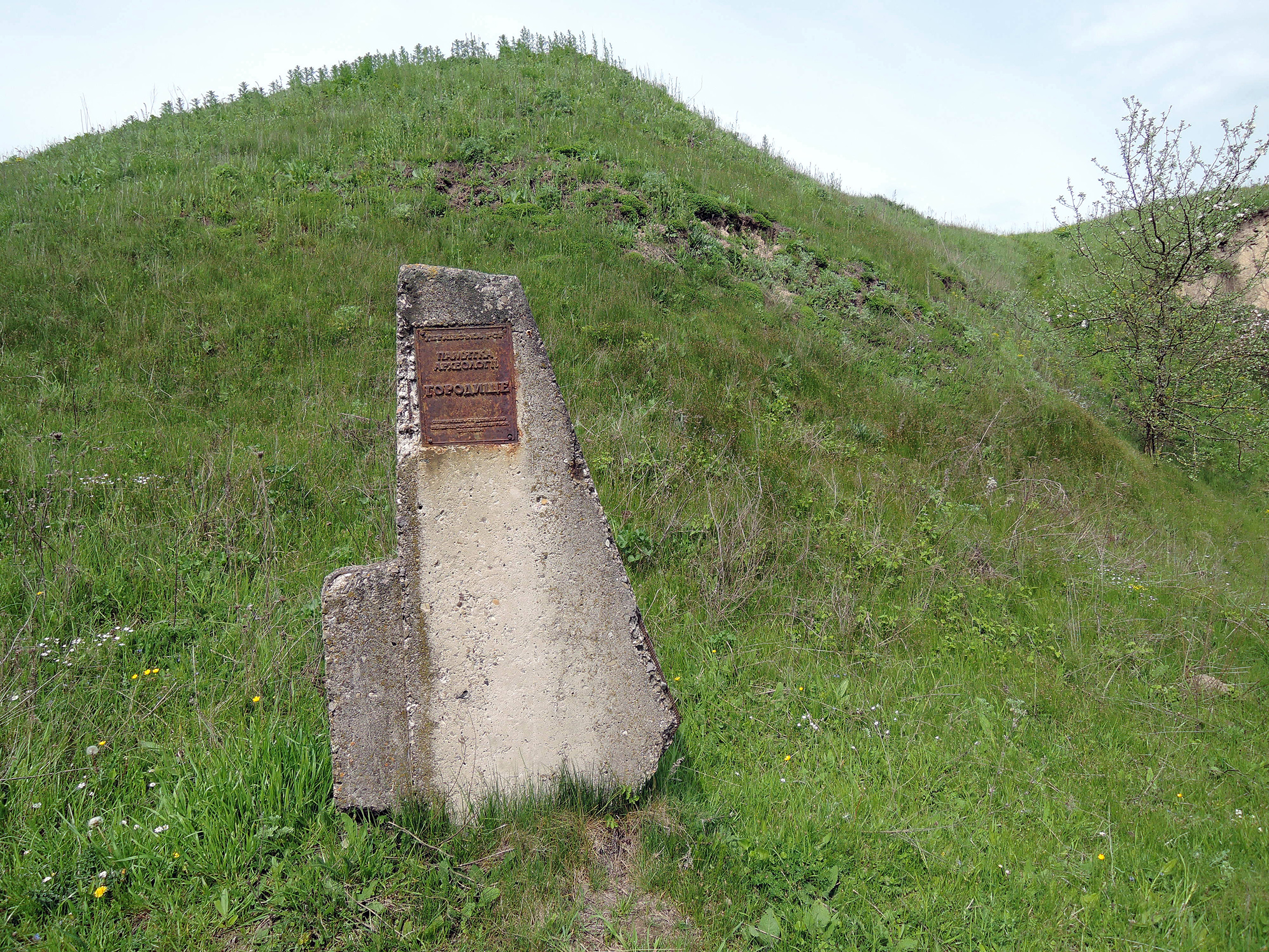
Зимненське городище, охоронний знак

Зимненське городище розташоване на півострові серед заболоченої заплави річки Луги за кілька кілометрів від сучасного Володимира, поблизу с. Зимного. Круті схили півострова полегшували його захист, і тому це місце здавна було обжите людьми. У результаті проведених тривалих розкопок тут виявлено й досліджено багатошарову археологічну пам'ятку: рештки двох поселень племен доби міді, що прийшли на зміну одне одному (III тисячоліття до н. е.), ранньозалізної доби (IV-ІІІ ст. до н. е.), та ранньослов'янське городище (VI-VII ст. н. е.).
Городище (поселення, укріплене валами і ровами) існувало поблизу с. Зимного приблизно 1500 років тому. Це одне з найдавніших слов'янських поселень, яке вже можна вважати осередком міста. 1500 років тому, приблизно водночас із появою в дулібів Зимненського городища, подібне «зародкове місто» виникло й у полян і отримало назву Києва. Виникнення таких городищ як осередків ремесла, торгівлі, адміністрації пов'язують з розкладом первіснообщинного ладу і зародженням класового суспільства та державності. Саме в той час окремі племена об'єднуються в племінні союзи, які пізніше переростають у племінні князівства. Осередком племінного союзу дулібів було Зимнівське городище; натомість об'єднавчим центром для групи союзів стало розташоване над Бугом городище Волинь, від назви якого дулібів-бужан стали називати волинянами.
Городище в Зимному належить до ареалу однієї із найбільших слов'янських культур раннього середньовіччя, що поширилася на просторах від Дніпра і до Заале. Це — празька культура, яка на території України існувала у межах локального варіанта Корчак.
У плані городище має форму неправильного трикутника довжиною 135 м, найбільшою шириною у південно-східній частині 65 м, найменшою у північно-західній — 14 м. Загальна площа укріпленої частини — приблизно 0,45 га.
Розкопки Зимненського городища показали, що воно було захищене частоколом та стіною з покладених одна на одну дерев'яних колод, закріплених вертикальними стовпами. В систему укріплень входили також три башти і велика дерев'яна споруда, прибудована до стіни з внутрішнього боку. Знайдено зброю та речі з військового обладунку — отже, тут перебували дружинники і, ймовірно, один з вождів. Як засвідчують знахідки виробів та знарядь праці, у межах укріплень розвивалися ремесла: косторізне, ковальське, ювелірне. Зокрема, виготовляли бронзові, срібні та залізні прикраси: браслети, пряжки (одна з них формою нагадує птаха). Збереглися й ливарницькі формочки, тигельки, ковадло. Виявлені складні за формою прясельця з мергелистої крейди дозволяють зробити висновок, що для обробітку каменю застосовувався токарний верстат. Знайдено також візантійську монету імператора Юстина, або Юстиніана.
Приблизно в середині VII ст. н. е. городище, повністю знищене аварами, перестало існувати. Як припускають історики, частина жителів з-під Зимного, після руйнування поселення вибрала новим своїм осідком місцевість, на якій нині розташовується місто Володимир-Волинський.

## Дослідження
Перші відомості про городище і неіснуючі нині поблизу нього кургани з'явилися наприкінці XIX — на початку ХХ ст. У 1930-х роках поселення досліджували Ян Фітцке й Олександр Цинкаловський. Після війни у 1951—1964 рр. розкопки проводив Юрій Захарук. У 1960-х рр. керував ними Вітольд Ауліх і Микола Пелещишин.
У 1997 році до Зимного прибула польсько-українська експедиція з метою проведення невеликих досліджень, щоб отримати матеріали для радіовуглецевого аналізу. До складу експедиції входили: Анджей Броніцький, Анна Броніцька, Анна Закосцєльна, Григорій Охріменко, Галина Стрільчук і Анна Горкавчук.
У 2003 р. дослідження городища проводив Тарас Милян.